# NGC 4921
NGC 4921 (również PGC 44899 lub UGC 8134) – galaktyka spiralna z poprzeczką (SBab), znajdująca się w gwiazdozbiorze Warkocza Bereniki w odległości 320 milionów lat świetlnych. Została odkryta 11 kwietnia 1785 roku przez Williama Herschela.
W galaktyce zaobserwowano supernową SN 1959B.